# Roní
Roní es una localidad española del municipio de Rialp, perteneciente a la provincia de Lérida, en la comunidad autónoma de Cataluña.

## Historia
El lugar tuvo ayuntamiento. El municipio de Roní desapareció de cara al censo de 1857, al incorporarse al de Rialp. Hacia mediados del siglo XIX, el lugar tenía contabilizada una población de 83 habitantes. Aparece descrito en el decimotercer volumen del Diccionario geográfico-estadístico-histórico de España y sus posesiones de Ultramar de Pascual Madoz con las siguientes palabras:

RONÍ: l. agregado al distrito municipal de Rialp. en la prov. de Lérida (30 hor.), part. jud. de Sort. (3), aud. terr. y c. g. de Barcelona (50), dióc. de Seo de Urgel (8): sit. en medio de una altura, muy ventilado y combatido especialmente por los vientos del N., por cuya razon se padecen resfriados y pulmonias. Consta de 25 casas y una igl. dedicada á San Cristóbal, de la que depende el anejo de Beraní: el curato es de entrada y lo sirve un cura párroco de patronato del seminario de Seo de Urgel. Confina el térm. N. Llaborsí; E. Montenartó; S. San Romá, y O. Berani: tiene algunas fuentes de que se surten los vec. El terreno es montuoso aunque poco arbolado, pedregoso y flojo: los caminos locales de herradura y en mal estado: se recibe la correspondencia de Llaborsí dos veces á la semana. prod.: centeno, patatas y yerba; cria de toda clase de ganado y con preferencia el vacuno, y caza de perdices y liebres. pobl.: 14 vec., 83 alm. riqueza imp.: 19,591 rs. contr.: el 14'48 por 100 de esta riqueza.
(Madoz, 1849, p. 564)

En 2023, la entidad singular de población de Roní tenía empadronados 61 habitantes, todos ellos en el núcleo de población de ese nombre.

## Patrimonio
Hay en la localidad una iglesia de San Cristóbal.